# Trachypithecus geei
El langur dorado (Trachypithecus geei) es una especie de primate catarrino de la familia Cercopithecidae que habita en una pequeña región al occidente de la provincia de Assam, India, y en las laderas de las Montañas Negras de Bután. Es uno de los primates más amenazados de India. Considerado por mucho tiempo sagrado por los habitantes del Himalaya, el langur dorado fue descrito inicialmente por el naturalista Edward Pritchard Gee en la década de 1950. En una región de su distribución en Bután, está hibridado con el lutung de gorra (Trachypithecus pileatus).

## Descripción

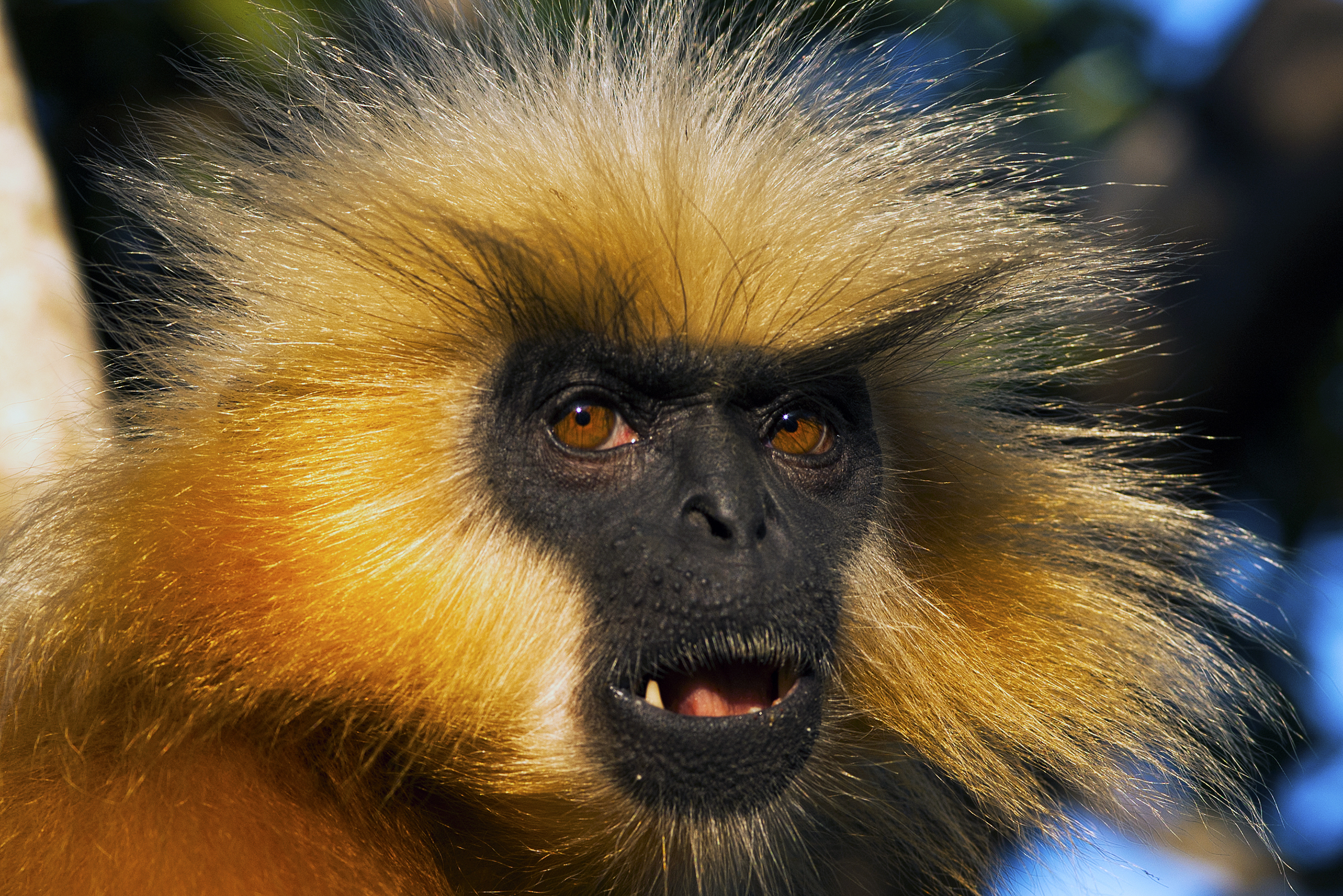
Langur dorado (Assam, 2006)

El langur dorado se caracteriza por su pelaje que varía entre dorado y crema brillante, su cara negra y una cola muy larga de hasta 50 cm. En la mayor parte de su hábitat, este langur se encuentra confinado a los árboles de gran altura, donde su larga cola le permite balancear sus saltos entre las ramas. Durante la época de lluvias obtiene el agua del rocío y las hojas humedecidas. Su dieta es herbívora, compuesta de frutas y hojas verdes y maduras, semillas, brotes y flores.

## Distribución

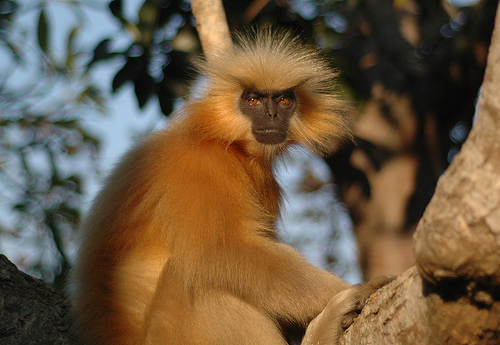
Langur dorado.

Su área de distribución es muy restringida; limitándose principalmente a solo unos 100 km² limitados al sur por el río Brahmaputra, por el oriente el río Manas, por el occidente el río Sankosh en Assam, India y por el norte las Montañas Negras de Bután. Se cree que esta barrera biogeográfica es la responsable del origen de la especie a partir de su pariente más cercano Trachypithecus pileatus.
El langur dorado se considera una especie amenazada; con un número de individuos contabilizados en 2001 de 1064, divididos en 130 grupos. De estos, al menos el 60% son adultos, reflejando una escasez relativa de individuos jóvenes, indicativa del declive poblacional producto de la degradación de su hábitat ocasionado por la actividad humana. Una pequeña población, fragmentada pero protegida, en una plantación de caucho en Kokrajhar, distrito de Assam, incrementó su población de 38 a 52 individuos entre 1997 y 2002. Esta población se adaptó para alimentarse de semillas secas de caucho.
Los grupos más pequeños de langur dorado, se componen de cuatro individuos, mientras los más grandes cuentan hasta con veintidós integrantes, con un promedio de 8,2 animales. La proporción entre adultos es de 2,3 hembras por cada macho, no obstante la mayoría de los grupos solo cuentan con un macho adulto.

## Conservación
En 1988, dos grupos de langur dorado en cautiverio fueron liberados en áreas protegidas en la región occidental del estado de Tripura, India.  Para el año 2000, uno de estos grupos, compuesto por seis (y posiblemente 8 ejemplares) animales en el Santuario de Vida Silvestre Sepahijala, aún sobrevivían.

## Taxonomía
Se reconocen dos subespecies de langur dorado:
- T. geei geei
- T. geei bhutanensis